# Ntenako
Ntenako est une localité du Cameroun située dans la Région du Sud-Ouest et le département de la Manyu. Elle est rattachée administrativement à la commune d'Eyumodjock et au canton de Kembong.

## Population
La localité comptait 1 088 habitants en 1953, puis 1 299 en 1967, principalement Ejagham. À cette date elle disposait d'une école presbytérienne fondée en 1954 et d'un marché chaque mercredi.
Lors du recensement de 2005 on y a dénombré 1 501 personnes.